# Złocik zielony
Złocik zielony (Chlorostilbon olivaresi) – gatunek małego ptaka z rodziny kolibrowatych (Trochilidae). Występuje endemicznie w Kolumbii. Nie jest zagrożony wyginięciem.

## Taksonomia
Gatunek ten opisał F. Gary Stiles w 1996 roku na łamach czasopisma „The Wilson Bulletin”. Holotyp, dorosły samiec, zebrany został 24 listopada 1992 roku, znajduje się obecnie w posiadaniu Instituto de Ciencias Naturales. Zebrany został w górach Serranía de Chiribiquete na wysokości 570 m n.p.m. Nazwa gatunkowa upamiętnia Antonio Olivaresa, zaś nazwa angielska, Chiribiquete Emerald, odnosi się do miejsca występowania. Jest to gatunek monotypowy.

## Morfologia
Poniższe wymiary dotyczą holotypu. Dziób mierzy 19,5 mm, skok 4,4 mm, zaś ogon 25,6 mm. Długość zgiętego skrzydła wynosi 49,6 mm, masa ciała 3,4 g. Wierzch głowy, kark, grzbiet i kuper metalicznozielony (w odcieniu Shamrock Green). W okolicach nozdrzy mała liczba piór opalizuje złoto. Pokrywy nadogonowe niebieskawe. Boki głowy oraz szyja szmaragdowozielone, opalizują żółtozielono i turkusowo. Część środkowych sterówek niebieskawa. 2. i 3. para sterówek bardziej ciemnoniebieskie, natomiast kolejne w kolorze indygo. Samica z wierzchu bardziej zielonobrązowa, boki głowy ciemnoszare. Od spodu jasna. Zakończenia zewnętrznych sterówek białe.

## Zasięg występowania
Zasięg występowania szacowany na 6500 km² obejmuje pasmo górskie Serranía de Chiribiquete. Maksymalna jego wysokość to 900 m n.p.m. 

## Ekologia i zachowanie
Habitat
W okolicach odnalezionego holotypu przeważały niegęsto rozmieszczone krzewy o wysokości 2–3 m, w dużej ilości były to Bonnetia martiana (Bonnetiaceae); poza tym napotkano krzewy Bonnetia, Clusia chiribi-quetensis (Guttiferae), Tepuianthus savannensis (Tepuianthaceae), Graf-fenriedia (Melastomataceae) oraz Decagonocarpus cornutus. Gleba piaszczysta. Badane osobniki przebywały szczególnie w zaroślach krzewów Bonnetia.
Zachowanie
W żołądku holotypu odnaleziono muchówkę. W opisanym habitacie obie płcie widywane były żerujące na czerwonopomarańczowych kwiatach Decagonocarpus cornutus. Obserwowano także zjadanie małych stawonogów, w tym z powierzchni liści krzewów Bonnetia, przy których zaobserwowano także szmaragdziki modrogłowe (Amazilia versicolor), wobec których złociki zielone zachowywały się obojętnie. W lipcu 1993 złapano samicę, która była w trakcie pierzenia. Podobnie jak inni przedstawiciele Chlorostilbon, C. olivaresi jest gatunkiem przeważnie cichym, odzywającym się jedynie ostrym suchym szorstkim cht.

## Status
IUCN uznaje złocika zielonego za gatunek najmniejszej troski (LC, Least Concern) nieprzerwanie od 2000 roku. Liczebność światowej populacji nie została oszacowana, ale ptak ten opisany został jako najpospolitszy z kolibrów w swoim ograniczonym zasięgu występowania. Trend liczebności populacji nie jest znany.